# 무왕 (발해)
무왕(武王, ?~737년)은 발해의 제2대 왕이다. 휘는 무예(武藝)이다. 연호는 인안(仁安)이다. 당나라로부터 계루군왕에 책봉되고 713년 고왕이 죽자 발해의 국왕으로 즉위, 연호는 인안으로 하고 726년 두막루 등 주변국가를 정복했다.
722년 동생 대문예를 보내 흑수말갈을 원정했으나, 대문예가 반대하자 사촌형 대일하로 사령관을 교체했다. 처벌을 두려워한 대문예는 당나라로 망명했다. 727년 건국 후 일본에 첫 사절을 보냈다. 730년 당나라의 간섭을 받던 거란이 당나라와 대립하던 돌궐에 가담, 당나라에 맞서자 거란을 지원했으나, 732년 3월 거란이 당나라에 크게 패하고, 이웃한 해족(奚族) 등도 당나라에 항복했다. 732년 7월 당나라로부터 대문예에 대한 처벌 요구 중단 압력을 받았다.
732년 9월 장문휴(張文休)를 보내 묘도열도를 따라 바다건너 산동반도의 등주를 공격, 733년 3월 당나라에 대항하는 거란을 지원해 병력을 파병했다. 거란, 발해, 돌궐 연합군으로 당나라를 격파, 당나라는 신라에 도움을 요청하여, 발해의 남쪽 국경을 쳤으나 출진했던 신라군은 추운 날씨 탓에 무수한 동사자를 낸 채 퇴각해버렸다. 다시 군대를 보내 당나라의 마도산을 공격했다. 734년 당나라가 거란을 크게 격파하고 돌궐마저 카파간 카간이 암살당하자 736년 당나라 포로들을 돌려보내며 포로교환 및 화친을 요청했다. 이후 친당나라 정책으로 선회했다.

## 생애
발해의 시조 고왕 대조영의 장남으로 태어났다. 당시 아버지 고왕은 예전 고구려의 장군으로, 고구려가 멸망한 뒤 당나라의 영주(營州)로 이주되었었다.
구당서 199권에 의하면 고왕이 죽자 당 현종은 사신을 보내 조문하고 적자 계루군왕 대무예에게 좌효위대장군 발해군왕 흘한주도독직에 책봉했다(祚榮死，玄宗遣使弔祭。乃冊立其嫡子桂婁郡王大武藝襲父爲左驍衛大將軍、渤海郡王、忽汗州都督) 한다. 719년 이전에는 계루군왕이었다. 그러나 그가 언제 당나라로부터 계루군왕(桂婁郡王)에 책봉됐는지는 알 수 없다. 신당서 219권 발해편에 의하면 그가 죽자 당 현종은 바로 사절을 보내 조문한 것만 나타난다.

## 즉위
719년, 고왕의 뒤를 이어 즉위하고 개원하여 연호를 인안이라 하였다. 구당서 199권 발해말갈편에 의하면 부왕 고왕이 죽자 당 현종은 바로 사절을 보내 조문하고 계루군왕 대무예에게 좌효위대장군 발해군왕 흘한주도독부 도독직에 봉했다.
무왕은 즉위 직후부터 지속적인 영토확장을 꾀했고 726년 부여의 후계 국가인 두막루와 여러 말갈 부족을 발해로 병합하였다. 무왕은 727년 발해에서는 처음으로 일본에 사절을 파견하였는데, 이때 보낸 국서(國書)에서 “여러 나라를 아우르고 여러 번국(蕃國)을 감독하니 고구려의 옛 땅을 회복하고 부여의 습속을 지녔다.”고 일컫었다. 발해는 건국한 지 얼마 되지 않았지만, 옛 고구려 영토를 빠르게 회복했다. 신당서에는 발해가 영토를 크게 개척하니, 동북의 모든 이민족(東北諸夷)들이 겁을 먹고 무왕을 섬겼다고 기록되어 있다.

## 흑수말갈 공격
발해의 성장은 흑수말갈과 당나라를 긴장시켰다. 흑수말갈은 습속이 거칠고 수렵을 잘하며 보전(步戰)에 능해, 옛 고구려 동북쪽에 위치한 말갈 부족들 가운데 최강의 전력을 갖고 있었다. 한편 당나라는 발해가 곧 옛 고구려처럼 자신들의 안전을 위협하며, 동북지역에 걸친 자신들의 이익을 훼손할 수 있는 두려운 존재로 간주하고 있었다. 결국 발해의 성장에 위협을 느낀 흑수말갈과, 발해를 견제할 필요성을 가진 당나라는 서로 접근하기 시작했다.
722년 흑수말갈의 추장 예속리기는 당나라를 직접 방문하여, 당나라 조정에 입조하였다. 그러자 당나라는 그에게 벼슬과 선물을 듬뿍 주는 등 크게 환대했다. 결국 726년, 당나라는 흑수말갈이 거주하는 지역 일대를 당나라의 흑수주(黑水州)로 삼는다고 공포하여, 흑수말갈이 당나라의 직접적인 영향력을 받는 위치임을 드러냈다.
무왕은 흑수말갈이 당나라와 특별한 관계를 맺고서도, 발해에 통보조차 하지 않은 것은 장차 두 세력이 협력하여 발해를 침공할 것으로 판단하였다. 726년 무왕은 우선 흑수말갈과 국경을 맞대고 있었던 두막루를 공격하여 멸망시키고 발해로 합병하였다. 이로써 부여의 유민들에 의해 건국되어 약 300년간 존속했던 두막루는 발해 영토로 편입되었다.
무왕은 아우 대문예(大門藝)와 그의 장인 임아(任雅)를 시켜 흑수말갈을 공격하게 하였다. 그러나 대문예는 705년 숙위(宿衛)로 당나라 궁정에서 오랫동안 생활한 바 있으며 당나라의 심장부에서 당나라의 국력을 수년 간 직접 확인했던 경험을 바탕으로, 발해가 흑수말갈을 공격하는 출정에 반대하는 목소리를 냈다.
| “ | 흑수말갈을 치는 것을 곧 당나라를 치는 것과도 같다. 당나라와의 전쟁은 발해를 멸망시키는 길이 될 수 있다. 당나라는 발해에 비해 병력이 월등히 우세하다. 지난날 우리 고구려가 강성하여 30만 군사를 일으켜 당나라와 맞섰지만 결국 멸망했다. 지금 발해의 병력은 불과 고구려의 3분의 1이다. 우리가 당나라에 대항해서는 안 된다. | ” |

하지만 무왕은 동생인 대문예의 주장을 받아들이지 않고 출진을 강요했다. 대문예는 군단을 이끌고 흑수말갈과의 경계에 도달해서, 다시 무왕에게 상소하여 흑수말갈 공격에 난색을 표했다. 그러자 무왕은 종형인 대일하(大壹夏)로 사령관을 교체하고, 대문예를 소환하여 처벌하고자 했다. 그러자 대문예는 처벌을 두려워하다 당나라로 망명하고 말았다.

## 당나라와의 알력
자신의 명령을 어기고 망명해버린 대문예를 당나라에서 크게 환영하자, 무왕은 진노하여 당나라에 대문예를 주살하라고 요구했다. 하지만 당나라는 무왕의 요청을 거절하고 대문예를 잠시 피신시켰다. 그리고 발해에 사신을 보내 대문예를 죽이지는 못하지만 영남(嶺南)으로 유배를 보냈다고 거짓말을 했다. 하지만 대문예가 영남 땅으로 가지도 않은 것을 안 무왕은 다시 당나라에 사신을 보내 강력히 항의를 했다.
730년 당나라의 간섭을 받던 거란이 당나라와 대립하던 유목제국인 돌궐 편에 서서 당나라에 맞서게 되었다. 무왕은 거란을 지원했으나, 732년 3월 거란이 당나라에 크게 패하고, 이웃한 해족(奚族)마저 당나라에 항복하고 말았다. 한동안 당나라는 발해에게 대문예에 대한 정보를 흘린 관리를 처벌하고, 대문예를 일시 유배하는 등, 외교상의 명분에서 계속 밀리고 있었다. 하지만 거란을 굴복시키고 힘에서 자신감을 얻은 당나라는 732년 7월 발해에 사신을 보내 대문예에 대한 처벌 요구를 중단하도록 요구였다. 아울러 만약 발해가 계속 무리한 요구를 해오면 발해를 침공하겠다고 협박을 가했다. 더구나 이같은 힘의 균형을 눈치 챈 흑수말갈은, 728년 다시 당나라에 사신을 보내 당과 협력관계를 강화했다.

## 대당전쟁
정세가 발해에게 불리한 방향으로 흘러가자, 무왕은 중대 결단을 내린다. 당나라가 발해를 공격할 것을 감안, 그 전진기지에 대한 선제공격을 감행한 것이다. 732년 9월 발해 장문휴(張文休) 장군이 이끄는 발해군은, 묘도열도를 따라 바다를 건너 산동반도의 등주(登州)를 공격했다.  과거 백제와 고구려를 쳤던 당군은 모두 산동반도에서 발진한 바 있었다. 발해군은 등주성을 함락시키고, 등주 자사(登州刺史) 위준(韋俊)을 죽였다. 발해의 기습적 선제공격에 당황한 당나라는 대문예를 시켜 유주(幽州)의 당군을 동원해 발해군을 막게 했다.
대문예가 당군의 사령관이라는 소식을 들은 무왕은 크게 진노하여, 자객단을 당나라에 침투시켰다. 자객들은 천진교 남쪽에서 대문예 일행을 급습하였으나, 당나라 관군에 의해 암살에 실패하고 낙양 근교에서 체포되고 말았다.
733년 3월, 무왕은 당나라에 대항하는 거란을 지원하여 병력을 파병했다. 거란, 발해, 돌궐까지 힘을 합쳐, 도처에서 당군을 격파했다. 다급했던 당나라는 신라에 도움을 요청하여, 발해의 남쪽 국경을 쳐 발해군을 교란하고자 했다. 출진했던 신라군은 추운 날씨 탓에 무수한 동사자를 낸 채 퇴각해버렸다. 무왕은 다시 군대를 보내 당나라의 마도산(馬都山)을 공격했다.

## 화해기
그러나 734년에 접어들면서 상황은 급변했다. 당나라가 거란을 크게 격파하면서, 당나라와 발해 사이에 거란이라는 완충지대가 사라졌다. 또한 돌궐마저 카파간 카간이 암살을 당하면서 국내정세가 소용돌이에 빠져 버려, 대외원정에 힘을 기울일 여력이 없었다. 이렇게 국제 정세가 급변하자, 무왕도 변화할 수밖에 없었다.
736년 무왕은 그간 전쟁에서 사로잡은 당나라 포로들을 돌려보내면서, 당나라에 화친을 요청했다. 이에 당나라도 그간 붙잡아 두었던 발해 사신을 풀어주었다. 이듬해 무왕이 붕어한 뒤 태자 대흠무(大欽茂)가 보위를 계승하여 당나라와 친선 기조를 유지하였다. 737년 병으로 죽었다.
그의 능의 위치는 오랫동안 사라졌다가 손녀 정혜공주의 묘비인 정혜공주묘지가 발견되면서 위치가 알려졌다. 정혜공주묘지에 의하면 보력 7년(780년) 11월 24일에 진릉(珍陵, 발해 무왕의 능)의 서원(西原, 서쪽 언덕)에 장사했다 한다. 그의 능 진릉은 정혜공주 묘 동쪽에 위치해 있으나 정확한 위치는 알 수 없다.

## 가계
- 부왕 : 고왕(高王, ? ~719, 재위:698~719)
  - 무왕
    - 왕자: 대도리행(大都利行)[2]
    - 왕자: 문왕(文王, ? ~793, 재위:737~793)
    - 왕자: 대번(大蕃)[3]
    - 왕자: 대의신(大義信)[4]
    - 왕자: 대욱진(大勗進)[5]

  - 왕제 : 대문예(大文藝)
  - 왕제 : 대술예(大述藝)
  - 왕제 : 대창발가(大昌勃價)
  - 왕제 : 대림(大琳)[6]
  - 왕제 : 대호아(大湖雅)[7]
  - 왕제 : 대낭아(大朗雅)[8]

## 대중 문화속에 나타나는 무왕
- 《삼국기》(KBS, 1992년~1993년 배우:김일우
- 《대조영》 KBS, 2006년~2007년, 배우:김석

## 같이 보기
- 발해의 등주 공격
- 신라
  - 성덕왕 (702년 - 737년)